# Le Goût de vivre (série télévisée)
Pour l’article homonyme, voir Le Goût de vivre.
Le Goût de vivre (From Scratch) est une mini-série dramatique américaine créée par Attica Locke et Tembi Locke pour Netflix. Elle est inspirée du livre mémoire écrit par Tembi Locke, mettant en vedette Zoe Saldaña et Eugenio Mastrandrea. La série est composée de 8 épisodes sortis le 21 octobre 2022 sur Netflix. Attica Locke était la directrice de série.

## Synopsis
Dans cette histoire bouleversante inspirée des mémoires à succès de Tembi Locke, une Américaine tombe sous le charme d'un Sicilien qu'elle rencontre en Italie.

## Distribution
Acteurs principaux
- Zoe Saldaña (VF : Ingrid Donnadieu) : Amy Wheeler
- Engenio Mastradrea (VF : Jean-Marco Montalto) : Lino Ortolano
- Danielle Deadwyler (VF : Fily Keita) : Zora Wheeler
- Judith Scott (VF : Annie Milon) : Maxine Wheeler
- Kellita Smith (VF : Virginie Emane) : Lynn Wheeler
- Lucia Sardo : Filomena Ortolano
- Roberta Rigano : Biagia Ortolano
- Keith David (VF : Thierry Desroses) : Hershel Wheeler
- Isla Colbert (VF : Estelle Darazi) : Idalia

Acteurs récurrents
- Lorenzo Pozzan : Filippo
- Peter Mendoza (VF : Augustin Bonhomme) : Andreas
- Jonathan Dylan King (VF : Jim Redler) : Silvio
- Terrell Carter (VF : Ismaël Isma) : Ken
- Saad Siddiqui (VF : Mario Bastelica) : le docteur Atluri
- Rodney Gardiner (VF : Rody Benghezala) : Preston
- Jonathan Del Arco (VF : Thierry Walker) : David

Acteurs invités
- Giacomo Gianniotti : Giancarlo Caldesi
- Medalion Rahimi (VF : Joséphine Ropion) : Laila Mahdi
- Elizabeth Anweis (VF : France Renard) : Chloé Lim
- Kassandra Clementi : Caroline
- Ferdinando Gattuccio : le notaire italien
- Claudia Gerini : le professeur d'art

 Source et légende : version française (VF) sur RS Doublage

## Épisodes
1. Avant-goût
2. Carne e ossa
3. Une villa. Un balais. Un gâteau.
4. Amandes amères
5. Pain et Saumure
6. Héritage familial
7. De mal en pie
8. Arrière-goût